# Francesco Stefani
Francesco Stefani (Bassano del Grappa, 17 de abril de 1971) es un deportista italiano que compitió en piragüismo en la modalidad de eslalon. Ganó una medalla de bronce en el Campeonato Mundial de Piragüismo en Eslalon de 1993, en la prueba de C1 por equipos.

## Palmarés internacional
| Campeonato Mundial | Campeonato Mundial | Campeonato Mundial | Campeonato Mundial |
| Año                | Lugar              | Medalla            | Competición        |
| ------------------ | ------------------ | ------------------ | ------------------ |
| 1993               | Mezzana (Italia)   | Medalla de bronce  | C1 por equipos     |